# Radula ornata
Radula ornata là một loài rêu trong họ Radulaceae. Loài này được E. A. Br. & Pócs mô tả khoa học đầu tiên năm 2001.